# Política lingüística
La política lingüística és el conjunt de les polítiques dutes a terme per un Estat o una organització internacional en relació amb un o més idiomes que es parlen als territoris sota la seva sobirania, dictant lleis i estatuts en general per donar suport al seu ús, de vegades per limitar-ne l'expansió, o fins i tot per treballar en la seva erradicació. L'ús de les senyalització bilingüe és probablement l'instrument simbòlic més important de la percepció i la institucionalització de la realitat bilingüe d'un territori.
Una política lingüística pot evolucionar el cos d'un idioma mitjançant l'adopció d'un sistema d'escriptura, establir el vocabulari a través del desenvolupament de lèxics o diccionaris i determinar les regles de gramàtica i ortografia mitjançant el foment de la creació de terminologia pròpia per a limitar la influència de les llengües estrangeres en els manlleus lingüístics. També pot modificar el nom d'una llengua en funció del territori en el que es parla per tal de distingir-lo d'un altre (Moldàvia, Montenegro) o bé per diferents referències històriques i culturals (hindi/urdu, Malàisia/Indonèsia, Croàcia/Sèrbia.
Encara que en diferents nacions la història evidencia l'aplicació de polítiques lingüístiques encaminades a fomentar un idioma oficial a costa d'uns altres, en l'actualitat molts països mantenen polítiques encaminades a la protecció i promoció de llengües minoritàries i minoritzades, per entendre que la supervivència d'aquests idiomes es trobaria amenaçada.
La conservació de la diversitat cultural i lingüística al món contemporani suscita una gran preocupació entre nombrosos científics, artistes, escriptors, polítics, capdavanters de comunitats lingüístiques i defensors dels drets humans en matèria lingüística. S'estima que es troben en perill de desaparèixer en el segle xxi fins a la meitat de les 6000 llengües que es parlen actualment al planeta. L'existència i l'ús d'un idioma humà dau es veuen afectats per diversos factors, incloent la grandària de la població de parlants natius, el seu ús en la comunicació formal així com la dispersió geogràfica i el pes socioeconòmic dels seus parlants. Les polítiques lingüístiques d'àmbit nacional poden mitigar o bé exacerbar els efectes d'alguns d'aquests factors.

## Tipus de polítiques lingüístiques
A continuació, una de les nombroses classificacions que es poden usar per categoritzar les polítiques lingüístiques. Va ser elaborada per Jacques Leclerc, sociolingüista de la Universitat Laval per al lloc web francòfon del CIRIAL titulat L'aménagement linguistique dans le monde creat el 1999. La recopilació, traducció i classificació de polítiques lingüístiques va començar en 1988 i va culminar amb la publicació en 1994 de Recueil des législations linguistiques dans le monde (*vols. I a VI) a la casa editora de la Universitat de Laval. L'obra, que recollia unes 470 lleis lingüístiques, així com tota la investigació que la va fer possible van ser finançades per l'Office québécois de la langue française. L'abril de 2008 el website retratava la situació i mostrava les polítiques lingüístiques a 354 estats o territoris autònoms de 194 països reconeguts.

### Polítiques d'assimilació
Una política d'assimilació és aquella que aplica fortes mesures orientades a accelerar el decreixement d'una o més minories lingüístiques. L'objectiu últim d'aquestes polítiques és promoure la unitat nacional dins d'un estat (assumint la idea que l'existència d'una sola llengua al país afavoriria aquest fi). Les mesures adoptades per estats que oficialitzen aquestes polítiques poden, per exemple, prohibir l'ús social d'una determinada llengua, l'exclusió i devaluació social d'una comunitat lingüística i, en casos extrems, la repressió per la força i fins i tot el genocidi.
Cal fer una distinció entre aquestes polítiques i qualsevol altra política que afavoreixi o condueixi a l'assimilació de membres de grups minoritaris resultants de la falta d'intervenció o mesures de protecció. En la pràctica tots els estats adopten, implícitament, polítiques tendents a l'assimilació que estan dirigides a immigrants i sovint també a pobles aborígens i altres minories nacionals.
Estats que apliquen aquesta política:
Birmània, Indonèsia, Iran, Iraq, Rússia, Tailàndia, Vietnam, França, Eslovàquia

### Polítiques de no-intervenció
Una política de no-intervenció consisteix a permetre la interacció normal entre comunitats lingüístiques i que l'evolució de les minories segueixi el seu curs. Gairebé invariablement això afavoreix al grup dominant. Sovint aquestes polítiques són acompanyades per mesures administratives que protegeixen certes minories.
Estats que apliquen aquesta política:
Angola, Argentina, Austràlia, Àustria, Bangladesh, Benín, Burkina Faso, Xile, República Democràtica del Congo, Costa d'Ivori, Cuba, República Txeca, Dominica, República Dominicana, Equador, Gabon, Ghana, Alemanya, Gibraltar, Guinea, Guyana, Iran- Jamaica, Japó, Liechtenstein, Mali, Nebraska, Nicaragua, Saint Kitts i Nevis, Saint Lucia, Saint Vincent i les Grenadines, El Salvador, San Marino, Aràbia Saudita, Senegal, Regne Unit, Uruguai, Veneçuela, Vermont

### Polítiques d'estatut legal diferenciat
Una política que reconegui l'estatut legal diferent d'una llengua en concret normalment busca permetre la coexistència dins d'un estat de múltiples comunitats lingüístiques. En general s'asseguren i de vegades promouen els drets lingüístics de la majoria alhora que es dona protecció especial a la llengua de la minoria o minories.
Estats que apliquen aquesta política:
Albània, Bòsnia i Hercegovina, Bulgària, Califòrnia, Xina, Croàcia, Estònia, Consell Europeu, Macedònia del Nord, Guatemala, Letònia, Lituània, Manitoba, Ontario, Països Baixos, Nou Mèxic, Paraguai, Quebec, Portugal, Romania, Eslovàquia, Espanya, Suècia, Gal·les, Yukon

### Polítiques de promoció de l'idioma oficial
Una política que afavoreix l'idioma oficial és una política de monolingüisme. Sovint pot afavorir una llengua nacional, altres vegades afavoreix una llengua colonial de gran influència internacional. Es donen casos en què aquestes polítiques poden anar acompanyades de mesures que reconeixen i protegeixen llengües minoritàries o llengües indígenes. Aquest tipus de política pot tenir lloc en dos escenaris molt diferents: on l'idioma oficial sigui també la llengua materna de la majoria de la població, i on no ho sigui.
Estats que apliquen aquesta política són: Les illes Aland, Albània, Algèria, Andorra, l'Azerbaidjan, Brasil, Califòrnia, Cambodja, Colòmbia, Corea del Sud, Corea del Nord, Croàcia, Timor-Leste, Egipte, Eslovènia, Estònia, Filipines, Índia, Iran, Islàndia, Israel, Itàlia, Japó, Kuwait, Letònia, Líban, Lituània, Macedònia del Nord, Madagascar, Marroc, Mèxic, República de Moldàvia, Montenegro, Nepal, Perú, Polònia, Quebec, Saint-Pierre i Miquelon, Somàlia, Sri Lanka, Tunísia, Ucraïna, Uzbekistan, Vietnam Voivodina i Xipre,

### Polítiques sectorials
Es diu que una política lingüística és sectorial quan concerneix només a un subconjunt dels sectors possibles considerats en conjunt per les polítiques lingüístiques d'abast general. Exemples de polítiques sectorials corrents són aquells que només tracten amb assumptes en matèria educativa, o amb la planificació de corpus, o amb l'estatus d'una llengua en l'administració pública o en el sistema judicial, etc.

### Polítiques de bilingüisme o trilingüisme
Una política que afavoreix dos idiomes oficials és una política de bilingüisme. Hi ha diverses formes en què es poden aplicar aquestes polítiques.

#### Basades en drets individuals no territorialitzats
Una política de bilingüisme basat en drets individuals no territorialitzats reconeix els mateixos drets a tots els membres d'una comunitat lingüística en qualsevol punt que es trobin del territori nacional.
Belarús, Burundi, Canadà, República Centreafricana, Txad, Djibouti, Guam, Hong Kong, República d'Irlanda, Kenya, Kiribati, Malta, Nauru, Nova Brunswick, Nova Zelanda, Territoris del Nord-oest, Noruega, Nunavut, Ruanda, Samoa, Sud-àfrica, Tanzània, Tonga, Tuvalu

#### Basades en drets individuals territorialitzats
Una política lingüística basada en drets individuals territorialitzats reconeix els mateixos drets a tots els membres d'una comunitat lingüística dins d'una regió específica.
Vall d'Aosta, Illes Balears, País Basc, Brandenburg, Bretanya, Catalunya, Illes Anglonormandes, Còrsega, Illes Fèroe, Finlàndia, Friül-Venècia Júlia, Galícia, Hawaii, Illa de Man, Micronèsia, Navarra, Irlanda del Nord, Nicaragua, Filipines, Sardenya, Escòcia, Sicília, Sind, Eslovènia (Comtat d'Ístria i Prekmurje), Suècia, Trentino-Tirol del Sud, Comunitat Valenciana, Gal·les.

#### Basades en drets territorials
Bèlgica, Camerun, Friburg, Grisons, Suïssa, Ticino, Valais, Illes Åland

### Polítiques d'internacionalització lingüística
Una política d'internacionalització lingüística és aquella en la qual l'Estat exerceix supremacia sobre el codi lingüístic en ús més enllà de les seves fronteres.
Alemanya, Estats Units, França, Portugal

### Polítiques estratègiques de multilingüisme
Sud-àfrica, Antilles Neerlandeses, Aruba, Austràlia - Federal Bèlgica, Belize, Comores, Etiòpia, Fiji, Gagaúsia, Hongria, Índia, Líban, Luxemburg, Malàisia, Maurici, Mauritània, Moldàvia, Namíbia, Níger, Nigèria, Pakistan, Papua Nova Guinea, Filipines, Seychelles, Singapur, Eslovènia, Sudan, Surinam, Ciutat del Vaticà, Vojvodina, Zimbabwe

### Polítiques lingüístiques mixtes
Aquestes són possibles quan una Estat aplica diferents tipus de polítiques al mateix temps.
No intervenció (idioma oficial) i polítiques sectorials per a les minoriesÀustria, República Txeca, Alemanya, Panamà, Tadjikistan, Estats Units
No intervenció (idioma oficial) i polítiques d'assimilació per a les minoriesIrlanda del Nord, Botswana
Promoció de l'idioma oficial i estatus legal diferenciat per a minoriesAlbània, Califòrnia, Xile, Croàcia, Estònia, Kirguizstan, Letònia, Lituània, Guatemala, Macedònia del Nord, Montenegro, Romania, Eslovàquia, Quebec
Promoció de l'idioma oficial i polítiques sectorials per a les minoriesArmènia, Austràlia, Xipre, Costa Rica, Grècia, Polinèsia Francesa, Sèrbia, Tadjikistan, Togo, Zàmbia
Promoció de l'idioma oficial i no-intervenció per a altres llengüesLesotho, Sao Tomé i Principe, Oman, Swazilàndia, Iemen
Promoció de l'idioma oficial, política d'assimilació i bilingüisme territorial per a les minoriesBòsnia, Hong Kong, Kosovo, Pakistan, Turkmenistan, Transnístria, Vietnam - (Sèrbia)